# Javon McCrea
Javon McCrea, né le 5 novembre 1992, à Newark, dans l'État de New York, est un joueur américain de basket-ball. Il évolue aux postes d'ailier fort et de pivot.

## Palmarès
- Joueur de l'année de la Mid-American Conference 2014
- First-team All-MAC 2012, 2013, 2014
- MAC Freshman of the Year